# غاستون كوماز
غاستون كوماز (بالإسبانية: Gastón Comas)‏ هو لاعب كرة قدم أرجنتيني، ولد في 13 يونيو 1998 في مدينة بارانا، انتري ريوس في الأرجنتين. لعب مع يونيون دي سانتا في.

## روابط خارجية
- غاستون كوماز على موقع قاعدة بيانات كرة القدم.إي يو (الإنجليزية)
- غاستون كوماز على موقع Soccerway.com (الإنجليزية)